# 绿水堰水库
绿水堰水库是中国湖北省荆门市京山县境内的一座水库，位于汉北河支流柳河上，建于1964年。水库正常库容为1444万立方米，集雨面积为28.6平方千米，海拔为72.2米。